# شوربازار
شوربازار (به ازبکی: Shurbazar) یک منطقهٔ مسکونی در ازبکستان است که در ولایت کشک‌دریا واقع شده‌است. شوربازار ۴۲۷ متر بالاتر از سطح دریا واقع شده‌است.